# 汉水之战
汉水之战在中国三国时期前的建安二十四年（219年）发生于军阀丞相魏王曹操和左将军领益州牧刘备之间，为汉中之战的遭遇战。刘备在汉中之战中取胜，后自称汉中王。

## 背景
219年曹操刚被刘备所败，征西将军夏侯渊阵亡。为报复，曹操率大军攻汉水南的刘备营。刘备派翊军将军赵云和征西将军黄忠防御。当时曹操在北山下运米，黄忠和赵云所部士兵前去劫粮，赵云与沔阳长张翼在除非黄忠未归的情况下留守大营。

## 战役
黄忠到了约定的时候还没回营（其耽搁原由、劫米战果等细节均史料未载。），于是赵云率数十骑出营接应，途中与遭遇的曹军发生激战，但在敌军援军到达后且战且退返回本营。
曹操军追赵云而至，张翼闻讯，想闭门拒守。但赵云回营后，却下令大开营门，偃旗息鼓，在营外埋伏戎弩手。曹操害怕有伏，下令撤军。曹操撤退时，赵云下令擂鼓擂得震天响，并以戎弩射曹军。
曹军惊骇，自相践踏，多死于汉水之中。

## 后果
第二天刘备来到赵云营视察战场，说：“子龙一身都是胆也。”作乐饮宴至晚上，从此军中号赵云为虎威将军。

## 演义
在罗贯中历史小说《三国演义》中，黄忠是去烧北山的曹军粮食，夜间行军，日出时赶到曹军粮仓。还未烧粮，魏将张郃赶到。曹操派将徐晃截断黄忠退路。徐晃成功，黄忠被围，张著突围，又被魏将文聘所围。中午黄忠还未回营，赵云让张翼守营，自己出营，杀文聘部将慕容烈，又杀魏将焦炳，救回黄忠。赵云回营后另有匹马单枪立于营门之外之举。张郃、徐晃追到时，天色已晚，见赵云此状，不敢前进。曹操亲自来到，急忙催督众军向前，众军杀到赵云营前，见赵云全然不动，就回兵了。赵云把枪一招，弓弩齐发。因天黑，魏军看不清赵云兵力，赵云军喊声大震，鼓角齐鸣，从后赶来，曹军自相践踏，到汉水边时，落水而死的不计其数。赵云、黄忠、张著分别引兵追杀。刘备将刘封、孟达也率两支兵从米仓山路杀来，放火烧粮草。曹操弃了北山粮草，回到南郑。张郃、徐晃也弃本寨而走。于是赵云占有曹军寨，黄忠夺得曹军粮草，更缴获军器无数，大捷，派人报知刘备。

## 现代引用
此战在光荣电子游戏《真・三國無双4 猛将伝》中为一可玩阶段。玩家可选择操控赵云或黄忠，二人尽管在同一战场，却有着不同的行动轨迹。